# هندسة تركيبية
الهندسة البديهية (بالإنجليزية: Axiomatic geometry)‏ أو الهندسة التركيبية (بالإنجليزية: Synthetic geometry)‏ هي فرع من فروع الهندسة التي تستفيد من البديهيات والنظريات والحجج المنطقية لاستخلاص النتائج، على عكس الهندسة التحليلية والهندسة الجبرية اللتان تستخدمان التحليل والجبر لتنفيذ العمليات الحسابية الهندسية لحل المشكلات.